# Крещенский вечер
Креще́нский ве́чер, также Крещенский сочельник — день народного календаря у славян, отмечаемый 5 (18) января. Наиболее насыщенным обрядами является вечер, когда Русская православная церковь почитает навечерие Богоявления (Крещенский сочельник). День строгого поста. Последний день колядований, последние святочные гадания. Под Крещение собирают снег, который, как считается, обладает особыми целебными свойствами и сохраняет свежей воду в колодцах в течение года.

## Другие названия
У восточных славян большинство названий дня терминологически смыкается с названиями Рождественского сочельника и во многом повторяет рождественско-новогодние обычаи: рус. Голодная кутья, Крещенская коляда, Голодный свят-вечер, Второй Сочельник, Водяная коляда, Голодный вечер, Третья, или водопостная кутья, Канун Богоявления, Свечки; бел. Піскуха, Марья, Терпека; укр. Голодна кутя, Свят-вечір водохресний, Голодна кутя, Друга кутя; бел. и укр. Остатня кутя, Постна кутя, Проводна кутя, Водяна коляда; полес. Нисчемная кутья, Третья велея, Други коляды, Водянуха, Последняя кутья, Кутя-варо́жка, Пи́сана коляда, Терплячка; болг. Попо́ва коледа; серб. Крстовдан, Водопос, Водокрст, Неjетка, чеш. Jméno Ježíš.
По сербскому преданию, зимний «Крстовдан» назван так потому, что в этот день «скрещиваются» ветры, а люди гадают по их направлению о благополучии и урожае.

## Славянские обряды
Священномученику Феопемпту и мученику Феоне молятся при отравлении различными веществами.
Последний раз ходят ряженые вокруг деревни, горящие головни носят, медвежьей лапой во всякое окошко стучат. В этот день Коляда «отъезжает на белых конях». В Полесье на оконных рамах и дверях рисуют деревья, коней, людей и телеги. Кое-где «выписывают Коляду»: рисуют на окнах и дверях по три креста мелом, крестясь, имея при себе хлебец, свечу, тарелку, ложку кутьи, держа под рукой шапку. После этого садятся ужинать («вече́рати»).
Обрядовая трапеза в Крещенский сочельник проходила по обычаям «колядных» (праздничных святочных) ужинов. Готовили нечётное количество постных блюд.

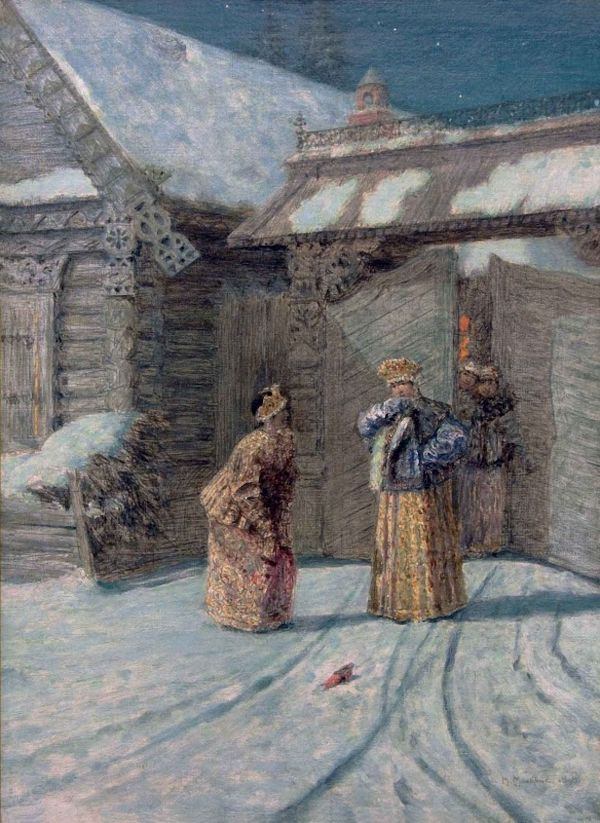
Н. С. Матвеев — Раз в крещенский вечерок (1898)

Восточные славяне обязательно варили кутью, блюда из гороха или бобов, узвар из сухофруктов, пекли блины и хлебные изделия. За ужином повторялись некоторые рождественские обычаи: приглашали «мороз» («волка», «птиц», «зверей» и других персонажей) к ужину; подбрасывали к потолку первую ложку кутьи; зажигали свечу «для мёртвых»; откладывали с каждого блюда часть для душ предков.
Болгары в Крещенский сочельник устраивали последний святочный ужин (болг. кадена вечеря): к постным блюдам добавляли грецкие орехи, зерно; ставили свечу, не догоревшую после предыдущих двух святочных трапез.
Хорваты Самобора только в канун Крещения начинали есть обрядовый хлеб летница (хорв. letnica), который каждый раз выкладывали на праздничный стол в канун Рождества, Нового года, Крещения.
Словенцы (горен., долен., штирий.) пекли на святки три хлеба, самый большой из которых (словен. poprinjak, mocen kruh) ели в день Трёх королей, чтобы быть сильными и здоровыми.
В Родопах пекли аналогичный рождественскому хлеб с запечённой монетой, используемой для гадания о счастье. После ужина кормили домашнюю птицу в обруче от бочки, гадали, обвязывали фруктовые деревья соломой, совершали другие обряды, сходные с магической практикой рождественско-новогоднего цикла (в.-слав., болг.).
Чтобы «увидеть» Крещение Господне ставили чашу с водой и смотрели, колыхнётся ли вода в полночь. Если в полночь вода колыхнулась, то бежали смотреть «развёрстые небеса». При этом говорили: «Увидишь сполохи — проси хоть царствия небесного. Всё исполнится».
В полночь ходят на реку, родник, колодец набрать воды, которой приписывают целебные свойства и которую тщательно оберегают. Во чисто поле снег копать ходили хоть ветхие деды, хоть молодицы. Умываются снеговой водою поутру в день Крещения красные девушки, — чтобы «без белила белыми быть, без румяна — румяными».
Снег этого сочельника считается целебным, про него говорили: «подмешивай в корм — не зябок скот станет; сыпли курам — будут яйценоски. Снеговая же баня красоты прибавляет, хворь из тела гонит. Хорош он и для беления холстов». Этим снегом лечили недуги — онемение в ногах, головокружения, судороги. Крещенской водой окропляют ульи во время собирания роев. Собранный за околицей (за селом), в поле — сыпали в колодец. Это делалось для того, чтобы вода была в колодце всегда в изобилии и никогда не загнивала бы.
Выставляли на ночь в чашках разные вида зерна и утром осматривали — на которое зерно выпал иней: «тому и родиться в этом году».
Корреспондент «Тамбовских губернских ведомостей» за 1864 год сообщает об обряде, по которому день называли «Свечой»:

Во время вечерни женщины ставят к сосуду, в котором освящается вода, перевязанные нитками или лентами свечи, а по освящении воды берут их домой и хранят. Эти свечи зажигаются перед иконами во время родов.
Пчеловоды ставят одну свечу к кресту и три к сосуду с водой, причём, когда зажигают сии последние, стараются, как можно больше накапать воску в воду и поставить свечи так, чтоб они отекали, и капли воску упадали в воду. По освящении воды они стараются прежде всех зачерпнуть её в сосуд, чтобы поймать поболе воску, плавающего на поверхности. Пришедши, домой, тотчас отправляются в омшаник, кропят святой водой летки ульев и оставляют её там, в сосуде до выставки пчёл на пасеку.

Праздничный ужин в крещенский сочельник называли «голодной кутьёй». Обязательным блюдом этой трапезы были кутья, блины, овсяный кисель. Молодёжь в крещенскую ночь проводила последнюю святочную вечёрку с песнями, гаданиями и другими развлечениями.
Сербы говорят, что ночью небо открывается, и все воды в этот момент прекращают течь, останавливаются. Некоторые даже считают, что и ветер перестаёт дуть, и вся вода превращается в вино. Кто в этот момент зачерпнёт воду, то она останется вином и будет лекарством от всех болезней.
Из соломы, лежавшей в сочельник во время ужина под скатертью, делали перевясла и обвязывали фруктовые деревья, чтобы лучше плодоносили. В Полесье на Водяную коляду хозяин идёт вечером босыми ногами в сад и перевязывает деревья, чтобы «не боялись мороза» и приговаривает дереву: «Я босой пришёл, не боясь мороза, и ты не бойся».
Святки подходят к концу, и с ними — страшные вечера, когда нечисть кудесит. Чтобы избавиться от нечисти, в богоявленскую ночь накануне Крещения толпа молодых парней верхом на лошадях носится по всем дворам, бьёт мётлами и кнутами по всем тёмным углам и закоулкам с заклинаниями, криком и визгом. Вдобавок к этому на дверных косяках, на притолоке, на дверях хлевов, амбаров, мельниц рисуют мелом или углём кресты. Особенно опасен в крещенскую ночь оборотень «Огненный змей», являющийся девушкам в виде прекрасного юноши.
Сохранились известия о русском обычае Кликанья плу́ги, связанном с пахотой, проводившемся на Крещенский вечер, а с введением нового года с 1 января — на Васильев вечер.

## Тульское поверье
«Лютует под Крещенье — больше всей другой нечисти поддонной — Огненный змей. Известно всем и каждому на Руси, что такое за диво Огненный Змей. Все знают, зачем он и куда летает. Огненный Змей — не свой брат; у него нет пощады: верная смерть от одного удара. Да и чего ждать от нечистой силы! Казалось бы, что ему незачем летать к красным девицам; но поселяне знают, за чем он летает, и говорят, что если Огненный Змей полюбит девицу, то его зазноба неисцелима вовек. Такой зазнобы ни отчитать, ни заговорить, ни отпоить никто не берётся. Всякий видит, как Огненный Змей летает по воздуху и горит огнём неугасимым, а не всякой знает, что он, как скоро спустится в трубу, то очутится в избе молодцом несказанной красоты. Не любя, полюбишь, не хваля, похвалишь, — говорят старушки, когда завидит девица такого молодца. Умеет оморочить он, злодей, душу красной девицы приветами; усладит он, губитель, речью лебединою молоду молодицу; заиграет он, безжалостный, ретивым сердцем девичьим; затомит он, ненасытный, ненаглядную в горючих объятиях, растопит он, варвар, уста алые на меду, на сахаре. От его поцелуев горит красна девица румяной зарёй; от его приветов цветёт красна девица красным солнышком. Без Змея красна девица сидит во тоске, во кручине; без него она не глядит на Божий свет; без него она сушит себя».
Для защиты от нечисти, считали крестьяне, надо начертить крест на двери и оконных рамах, насыпать на печную загнетку снега, собранного в крещенский вечер. Говорят, что когда змей, проникнув через трубу, станет на крещенскую воду — то погибнет навсегда.

## У других народов
У англичан праздник в последнюю ночь Рождественских Святок называется Двенадцатая ночь.
Популярная английская традиция — спрятать в приготовленный торт фасоль и горох; «мужчина, который находит бобы в своем куске торта, становится королём на ночь, а дама, обнаружившая горошину в своем куске торта, становится королевой на ночь». Празднование обычно сопровождалось пением Рождественских славлений (колядок) и обильной едой. Шекспир посвятил празднику свою пьесу Двенадцатая ночь или Что угодно. Пьеса была показана в Мидл-Темпл-холле, одном из иннов, в ночь на Сретение, 2 февраля 1602 года.
В Испании во второй половине дня 5 января проходит традиционное костюмированное шествие «Кавалькада царей-волхвов», инсценирующее прибытие в город трёх библейских волхвов — Мельхиора, Гаспара и Валтасара для поклонения младенцу Иисусу. Общественное телевидение (TVE) ежегодно транслирует парад из Мадрида.

## Поговорки и приметы
- На крещенский сочельник ставят меловые кресты[28].
- В богоявленскую ночь, перед утренней, небо открывается[28].
- Коляда отъезжает[29].
- укр. Геть, кутя, з покуття, а, ти, узвар, йди на базар[30].
- бел. У який день Щадруха и ў який день Галодна куття, у тые дни шоб не сеять. У той день ничего не сеют у гароде. Ат курей, ат птиц[31].